# Петрила, Даниелюс Петрович
Даниелюс Петрович Петрила — советский хозяйственный и политический деятель.

## Биография
Родился в 1908 году в Мигонисе. Член КПСС с 1934 года.
Участник подпольного коммунистического движения в межвоенной Литве: редактор антифашистской подпольной прессы «Жемайтис», «Дарбо жемайтис», «Жибинтас», секретарь Тельшяйских подпольных комитетов Литовского народного фронта и КПЛ.
В 1940—1941 гг. — начальник Управления рабоче-крестьянской милиции Литовской ССР.
В 1941—1949 гг., а также в 1953—1968 — заместитель управляющего, в 1949—1953 гг., а также в 1968—1979 гг. — управляющий делами Совета Министров Литовской ССР.
Избирался депутатом Верховного Совета Литовской ССР 8-9-го созывов.
Умер в Вильнюсе после 1987 года.

## Награды
- Орден Трудового Красного Знамени (20.07.1950, 1976)
- Орден Знак Почёта (08.04.1947, 31.08.1971)